# SV Independiente Caravel
El Deportivo Independiente Caravel, también conocido como Independiente Caravel o simplemente Caravel, es un club de fútbol fundado en Angochi, Aruba. Actualmente juega en la División Uno, la segunda división de fútbol del país.

## Historia
El club fue fundado bajo el nombre de Deportivo Independiente Caravel en el año de 1939 y a pesar de que no haber ganado títulos de la Primera División, logró ganar en la Segunda División 3 veces.
En el año 2019 club desaparecería tras fusionarse con el Porto en la División Uno para llamarse Independiente Porto Caravel.
En el año 2021 se refundaría tras separarse de la fusión de Porto, haciendo desaparecer el Independiente Porto Caravel.

## Palmarés
- División Uno de Aruba: 3

2010, 2013, 2015